# Финал на Шампионската лига 2014
Финалът на Шампионската лига 2014 е футболен мач, който ще се проведе в събота, 24 май 2014 между испанските Реал Мадрид КФ и ФК Атлетико Мадрид на стадион Ещадио да Луж в португалската столица Лисабон. Мачът се провежда за да определи победителя на сезон 2013/14 в Шампионската лига, най-силния европейски клубен турнир. Преди този мач Реал са печелили титлата 9 пъти, докато Атлетико играе за втори път на финала.
В групите Реал е в група B заедно с Галатасарай, ФК Ювентус и Копенхаген и завършва на първо място.
Атлетико е в група G заедно с ФК Зенит, ФК Порто и ФК Аустрия Виена и завършва на първо място.
Реал отстраняват Шалке 04, Борусия Дортмунд и Байерн Мюнхен, а Атлетико се справят с Милан, Барселона и Челси по пътя към финала.

## Детайли
| 24 май 2014 20:45 |

| Реал Мадрид                                          | 4 – 1 (след прод.) | Атлетико Мадрид |
| ---------------------------------------------------- | ------------------ | --------------- |
| Рамос 90+3' Бейл 110' Марсело 118' Роналдо 120' (д.) | Доклад             | 36' Годин       |

| Ещадио да Луж, Лисабон 60 976 зрители Съдия: Бьорн Койперс |